# Joseph Fuchs (violinista)
Joseph Fuchs (26 d'abril de 1899 – 14 de març de 1997) era un dels violinistes i mestres estatunidencs més importants del segle xx, i el germà de la violista Lillian Fuchs.
Va néixer a Nova York, es va graduar el 1918 a l'Institut d'Art Musical de Nova York on va estudiar amb Franz Kneisel. Al 1926 va ser fixat com a concertino del Cleveland Orquestra, però va dimitir al 1940 per continuar la seva carrera com a solista. Després del seu exitós debut a Nova York l'any 1943, esdevingué cofundador del Gremi de Músics, una organització de música de cambra que va dirigir fins al 1956.
Va viatjar diverses vegades a Europa, apareixent al festival de Prada del 1953 i 1954; a Amèrica del Sud, la URSS, Israel i Japó. També va tocar com a solista amb cada una de les orquestres importants en els EUA. Joseph Fuchs va actuar una sèrie de recitals amb Artur Balsam, pianista, al 1956 a la Peabody Mason Concert series a Boston.
Una beca de la Fundació del Ford al 1960 li va habilitar a comissió de Walter Piston tocar el seu Concert per a Violí No. 2, l'estrena del qual es va fer al mateix any a Pittsburgh. Fuchs també va fer les primeres actuacions dels concerts de Lopatnikoff (1944–5), Ben Weber (1954) i Mario Peragallo (1955); del Madrigal de Martinů per violí i viola, que va dedicar a Joseph i la seva germana Lillian Fuchs (1947); de la versió revisada de la Sonata per a Violí de Vaughan Williams, amb Artur Balsam (1969); i de l'estrena pòstuma de la Sonata per dos violins i piano de Martinů (1974).
Fuchs esdevingué un professor de violí al Juilliard School el 1946, i al 1971 va rebre el premi del Mestre d'Artista de l'associació dels American String Teachers' Association. En aquesta Acadèmia tingué alumnes tant avantatjats com la japonesa Takako Nishizaki.
Fuchs va morir a Manhattan el 14 de març de 1997.
Va tocar el ‘Cádiz Stradivarius' del 1722. El seu estil d'interpretar era vigorós i de gran escala, amb una tècnica mestra i un to ric i càlid. Un exemple clar de tot això es pot sentir en el seu enregistrament de Stravinsky's Duo Concertant (Decca, amb Leo Smit).